# Ferula kyzylkumica
Ferula kyzylkumica är en flockblommig växtart som beskrevs av Jevgenij Korovin. Ferula kyzylkumica ingår i släktet stinkflokesläktet, och familjen flockblommiga växter. Inga underarter finns listade i Catalogue of Life.